# RTV10
RTV10 was een commercieel televisiestation met een bereik van circa 850.000 potentiële kijkers in de regio Zuidoost-Brabant. Het wordt door UPC doorgegeven via de analoge kabel in de regio Zuidoost Brabant.
Het is ontstaan uit Royaal TV, een televisiezender van dhr Vaassen, welke vroeger vanuit Valkenswaard uitzond. Thans wordt er vanuit het pand van de Weijmans Media Groep in Helmond uitgezonden.
SBS6 overwoog in het verleden juridische stappen tegen het station vanwege het gebruik van de naam RTV10.
Iedere dag maakt RTV10 een regionieuws. Dat nieuws wordt ieder heel uur uitgezonden. Om 18.00 uur 's avonds wordt het nieuws 'ververst' met nieuwe items. Naast het nieuws kent RTV10 een ruim scala aan andere programma's met een regionaal karakter. Enige bekende presentatoren zijn Eric Dikeb en Angela Vlemmix (dochter van Johan Vlemmix).
Op dit moment is RTV10 niet meer en is samen gaan werken met enkele andere lokale zenders in Brabant onder de naam Brabant10.